# Bentley Little
Bentley Little (Arizona, 1960) è uno scrittore statunitense dell'orrore.

## Biografia
Bentley Little nasce nel 1960, un mese dopo che sua madre ha partecipato alla prima mondiale del film Psyco. Pubblica il suo primo romanzo, The Revelation, nel 1990 per St. Martin's Press. Dopo averlo letto, Stephen King diventa un fan dichiarato del lavoro di Little. Con questo suo libro vince il Premio Bram Stoker al romanzo d'esordio 1990. Pubblica i due romanzi successivi per New American Library ma viene scaricato dalla casa editrice dopo che si rifiuta di scrivere un police procedural come suo prossimo libro. Fa ritorno in seguito alla New American Library con la quale continua tuttora a pubblicare le sue opere.
Little ha dichiarato in parecchie occasioni di ritenersi un romanziere horror, di scrivere in quel determinato genere letterario e non nel dark fantasy o in altri generi affini. Egli è un grande sostenitore della horror fiction ed è stato descritto come un discepolo di Stephen King. Little ha dichiarato in passato di non amare il computer e di rifiutarsi di aprire un suo sito web ufficiale.

## Opere

### Romanzi
- Bentley Little, The Revelation, Rimini, Vallecchi-Firenze, 2022, ISBN 9788882521530.
- Bentley Little, The Consultant, Rimini, Vallecchi-Firenze, 2023, ISBN 9788882521738.

## Riconoscimenti
- Premio Bram Stoker
  - 1990: "The Revelation"